# Российский императорский военно-воздушный флот
Росси́йский импера́торский вое́нный возду́шный флот (Императорский военно-воздушный флот) — военно-воздушные силы русской армии и флота.
Императорский военно-воздушный флот формально существовал в 1911—1917 годах, хотя уже с 1885 года существовали воздухоплавательные части армии, а потом, и флота. Несмотря на свою короткую историю, сыграл значительную роль в развитии мировой авиации. Включал в себя органы управления, авиационные и воздухоплавательные части, технические подразделения и учебные заведения.

## Предшествующие события
В декабре 1869 года создана Комиссия по воздухоплаванию, перед которой была поставлена задача оценить перспективы применения воздушных шаров в военном деле. В 1870 году был поднят первый аэростат.
В феврале 1885 года сформирована Воздухоплавательная команда, в 1890 году преобразованная в Отдельный воздухоплавательный парк, который находился в распоряжении Комиссии по воздухоплаванию, голубиной почте и сторожевым вышкам.
На манёврах 1902—1903 годов в Киевском военном округе впервые использовали несколько воздушных шаров для ведения воздушной разведки и корректировки огня артиллерии.
Убедившись в целесообразности применения привязных шаров, Военное министерство приняло решение создать специальные воздухоплавательные подразделения при крепостях в Варшаве, Новгороде, Брест-Литовске, Ковне, Осовце и на Дальнем Востоке, в составе которых имелось 65 шаров.
В 1903 году началось издание журнала «Воздухоплаватель» (в 1909 году журнал стал печатным органом Всероссийского аэроклуба).
После поражения России в русско-японской войне 1904—1905 годов, Военное министерство начало военные реформы, которые должны были исправить выявленные в ходе войны серьёзные недостатки в центральном управлении, системе комплектования и организации, боевой подготовке и техническом оснащении вооружённых сил.
Большую роль в создании российской военной авиации сыграл великий князь Александр Михайлович, который впоследствии был шефом Императорского ВВФ. В январе 1908 года был создан Императорский Всероссийский аэроклуб (ИВАК), председателем которого в 1916 году становится Александр Михайлович.
К изготовлению дирижаблей в Российской империи приступили в 1908 году.
В то же время, инженерное ведомство недоверчиво относилось к идее использовать авиации в военных целях. Лишь в 1909 году оно предложило Учебному воздухоплавательному парку (начальник — генерал-майор А. М. Кованько) построить 5 аэропланов. Затем военное ведомство закупило у иностранных фирм несколько самолётов Райта и Фармана.
30 января 1910 года в возглавляемом великим князем Александром Михайловичем Особом комитете по восстановлению морского флота на добровольные пожертвования был создан Отдел воздушного флота.
Из воспоминаний Александра Михайловича: «…Военный министр ген. Сухомлинов затрясся от смеха, когда я заговорил с ним об аэропланах. — Я Вас правильно понял, Ваше Высочество, — спросил он меня между двумя приступами смеха: — Вы собираетесь применить эти игрушки Блерио в нашей армии? … — Не беспокойтесь, Ваше Превосходительство. Я у Вас прошу только дать мне несколько офицеров, которые поедут со мною в Париж, где их научать летать у Блерио и Вуазена. Что же касается дальнейшего, то хорошо смеётся тот, кто смеётся последним. Государь дал мне разрешение на командировку в Париж избранных мною офицеров…»
В марте 1910 года группа российских офицеров была послана во Францию для обучения полётам. Капитаны Л. Мациевич и С. Ульянин направлялись в школу Фармана, Г. В. Пиотровский (заменил капитана 2-го ранга А. А. Яновича, который попал в аварию) и Б. В. Матыевич-Мацеевич — в школу Блерио, М. М. Зеленский и М. С. Комаров — в школу завода Левассёра. Также во французские авиационные школы были отправлены шесть наиболее подготовленных нижних чинов для освоения специальностей авиамехаников и мотористов. Вернувшись в Россию, они начали обучать полётам других офицеров.
Летом 1910 года открыта первая школа по подготовке военных лётчиков, для которой во Франции были закуплены аэропланы французского производства. С мая 1911 года школа размещалась в Гатчине.
19 июня 1910 года (по новому стилю) совершил первый полёт самолёт, который был полностью разработан и построен в России. Он назывался «Гаккель-III» и был сконструирован инженером Я. Гаккелем.
21 ноября 1910 года открылась вторая лётная школа в Севастополе.
В 1911 году в России был проведён первый опыт по созданию вооружённого самолёта — на один из аэропланов установили пулемёт. Кроме того, в 1911 году был впервые проведён опыт аэрофотосъёмки местности.

Воздушный флот России должен быть сильнее воздушных флотов наших соседей. Это следует помнить каждому, кому дорога военная мощь нашей Родины.
— Великий князь Александр Михайлович, «К русскому народу», журнал «Тяжелее воздуха», 1912, № 6.

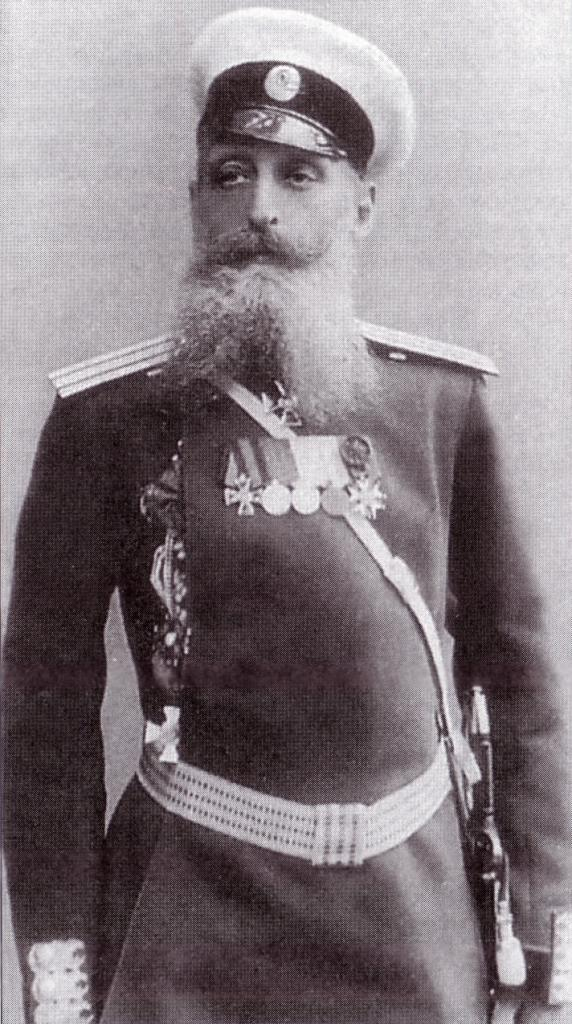
А. М. Кованько, 1904 год
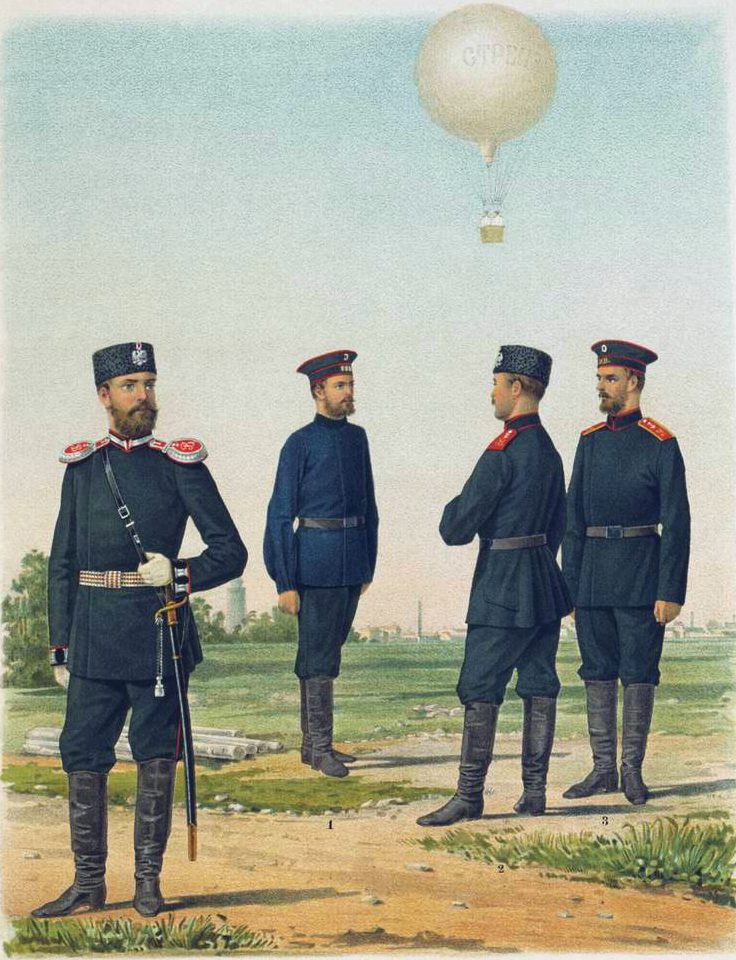
Воздухоплавательный парк, 1890 год
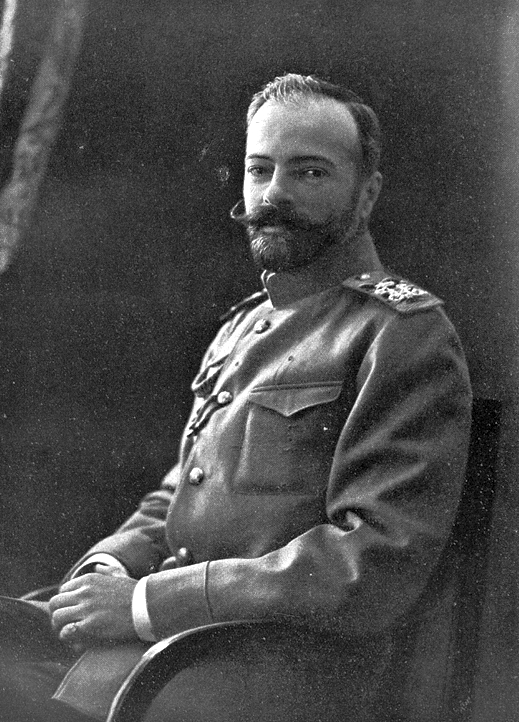
Великий князь Александр Михайлович

## История

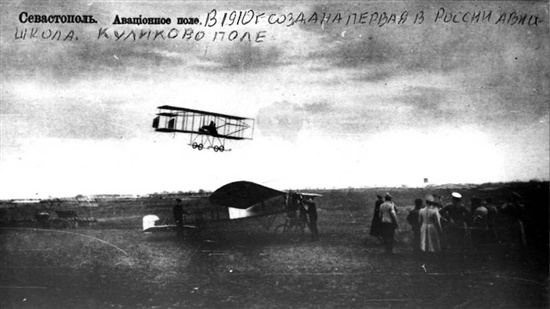
Первые полёты в Севастопольской школе авиации

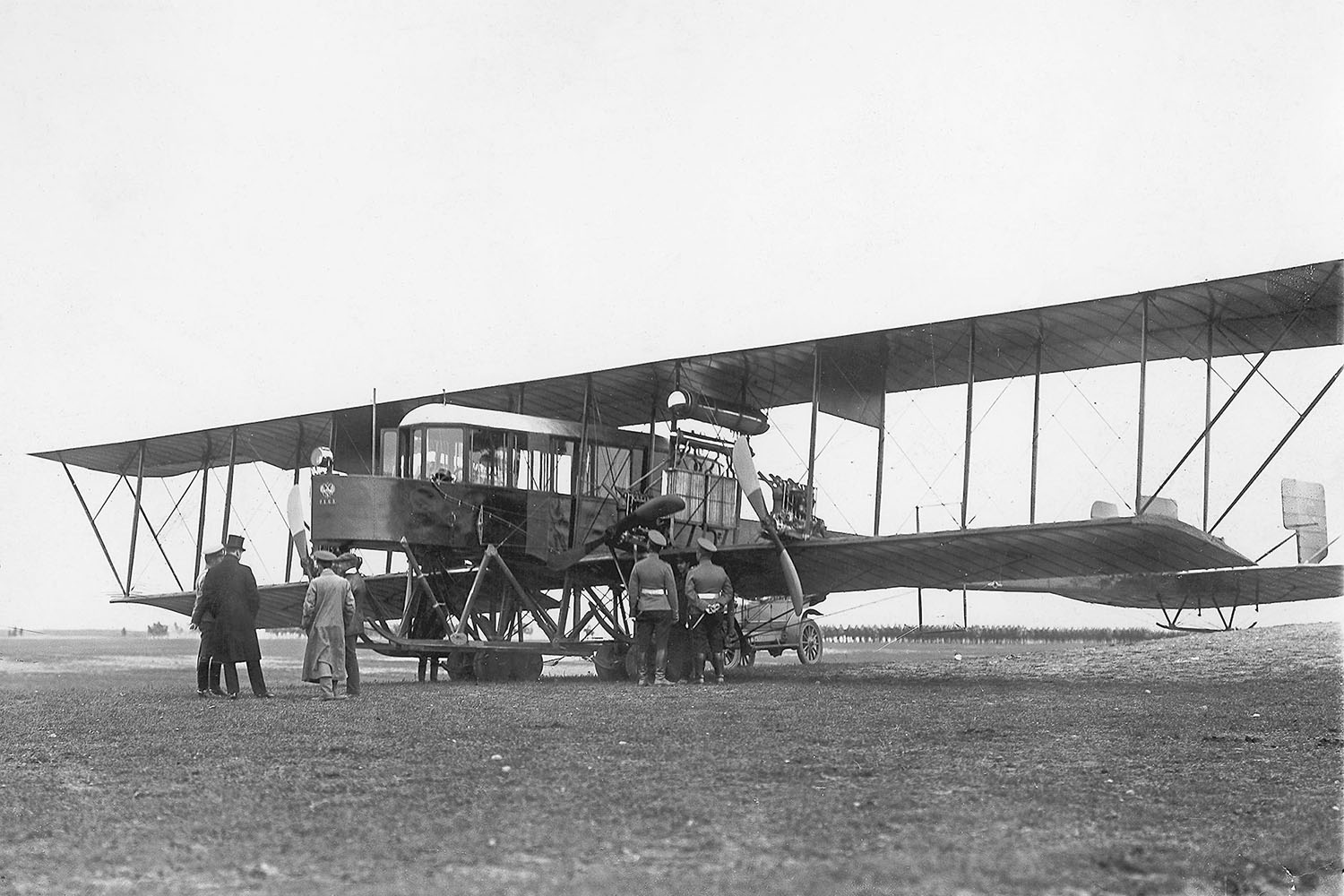
Самолёт «Русский витязь»

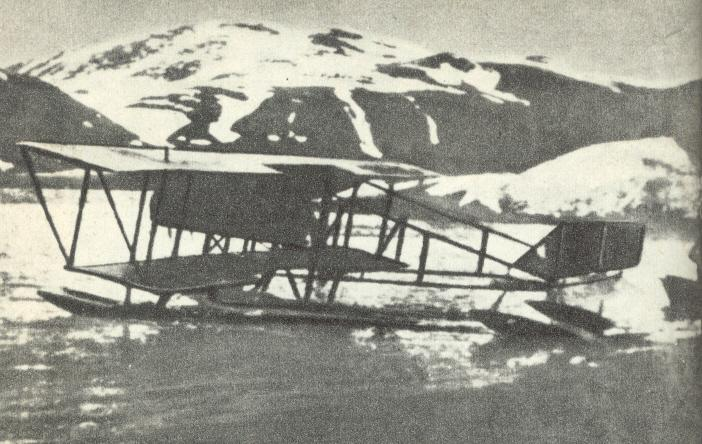
Гидросамолёт Нагурского Farman MF.11 в бухте Крестовая губа на Новой Земле

Начиная с 1910—1911 годов в военной печати России стали появляться публикации военных специалистов, в том числе профессоров Николаевской академии Генерального штаба, оценивших большую потенциальную роль авиации в будущей войне и предполагавших пути её развития. Под их влиянием стали формироваться авиационные подразделения, которые стали привлекаться к участию в военных манёврах для отработки на практике боевого применения авиации в интересах сухопутных армий.
В ноябре 1911 года был сформирован авиационный отряд при 4-й Сибирской воздухоплавательной роте (в Чите), известный впоследствии как 23-й корпусной авиационный отряд. 31 декабря 1911 года создан ещё один авиационный отряд — при Сибирском воздухоплавательном батальоне в селе Спасское (впоследствии 1-й Сибирский корпусной авиационный отряд). Всего в ноябре-декабре 1911 года на базе ранее существовавших воздухоплавательных отрядов созданы 6 авиационных отрядов.
25 февраля 1912 года образована комиссия для проработки вопроса вооружения дирижаблей. Члены комиссии провели опыты обстрела наземных целей с дирижабля из пулемёта «Мадсен», получив попадания в щит 9×7 м с расстояния в 1500 м. Комиссия разработала установку для монтажа пулемёта «Мадсена» в гондоле дирижабля, а также установку под пулемёт «Максим» для монтажа на гребне дирижабля «Альбатрос».
До лета 1912 года авиация и воздухоплавание считались составной частью инженерного дела и находились в ведении воздухоплавательного отдела Главного инженерного управления Военного министерства. 12 августа 1912 года приказом по военному ведомству № 397 вопросы воздухоплавания и авиации были изъяты из ведения Главного инженерного управления и переданы специально созданному органу — Воздухоплавательной части Генерального штаба, которую возглавил генерал-майор М. И. Шишкевич. Эта дата считается днём образования военной авиации России.
С 15 августа 1912 года Офицерская воздухоплавательная школа провела опыты стрельбы с дирижаблей «Лебедь», «Ястреб», «Альбатрос». Стрельба из ружья-пулемёта «Мадсен» по наземным целям с высоты 600 м дала неплохие результаты попадания.
Весомый вклад в развитие авиации внесли первые русские лётчики: М. Н. Ефимов, С. И. Уточкин, Н. Е. Попов, А. А. Васильев и женщина-пилот Л. В. Зверева.
Первые 18 авиационных отрядов получили следующие наименования: крепостные — Ковенский, Осовецкий, Новогеоргиевский, Карский, Брест-Литовский; 1, 9, 11, 12, 14, 15, 18, 19, 23-й корпусные; 1-й и 5-й Сибирские, авиационный отряд Гвардейского корпуса; 3-й полевой авиационный отряд. В 1914 г. были дополнительно сформированы крепостные авиационные отряды: Гродненский, Севастопольский, Владивостокский; и корпусные — 2, 3, 4, 5, 6, 7, 8, 9, 10, 13, 16, 17, 20, 21, 22, 24, 25-й; 4-й Сибирский. Таким образом, накануне Первой мировой войны в российской армии было 39 авиационных отрядов. Каждый корпусной авиационный отряд в военное время должен был иметь 6 самолётов, крепостной — 8, каждый корпусной и полевой авиационный отряд должен был иметь 7 лётчиков (5 офицеров и 2 нижних чина). Для материально-технического обеспечения авиации было сформировано шесть авиационных рот: 1-я (Санкт-Петербург), 2-я (Брест-Литовск), 3-я (Киев), 4-я (Лида), 5-я (Брянск) и 6-я (Жмеринка). Авиационные роты подчинялись командующим войск военных округов.
Появление российской авиации стало возможным во многом благодаря деятельности создателя аэродинамики Н. Е. Жуковского и талантливого авиаконструктора И. И. Сикорского. Развитие авиации в 1911—1913 годах шло медленно. В 1913 году в Российской империи насчитывалось 4 небольших завода и 2 мастерские по производству и сборке самолётов, и лишь в мае 1914 года Военное министерство разместило на них заказ на производство 292 самолётов. Развитие авиации сдерживала слабость материальной части и необходимость поставок из-за рубежа авиационных компонентов, особенно авиамоторов (производство авиационных моторов до начала Первой мировой войны в 1914 году в России отсутствовало, если не считать отделения завода Гнома в Москве, дававшего не более 5 авиадвигателей в месяц).
В 1912—1913 годах Д. П. Григорович разработал конструкции гидроаэропланов типа М (М-1 и М-2).
В 1913 году И. И. Сикорский построил на Русско-Балтийском заводе первый в мире четырёхмоторный биплан «Русский витязь» и первый в мире пассажирский самолёт, а впоследствии бомбардировщик «Илья Муромец».
На конкурсе военных аэропланов в Петербурге в 1913 году был представлен биплан И. И. Сикорского, вооружённый, кроме бомб, ружьём-пулемётом «Мадсен» на шкворне в центроплане верхнего крыла.
В июле 1913 года Военное министерство закупило 10 британских ручных пулемётов «Льюис», которые были переданы в Офицерскую стрелковую школу. Позднее, после изучения конструкции и завершения испытаний пулемётов, «Льюисы» были переданы в распоряжение военной авиации.
В декабре 1913 года Воздухоплавательная часть Главного управления Генерального штаба была ликвидирована, а её функции в части снабжения авиационной техникой были переданы Воздухоплавательному отделению Главного военно-технического управления Военного министерства, а в части организации и боевой подготовки — в отдел по устройству и службе войск Главного управления Генерального штаба. Разделение функций отрицательно сказалось на управлении и на развитии отечественной авиации.
В начале 1914 года русский авиатор Я. И. Нагурский совершил первые арктические полёты в поисках пропавшей экспедиции Г. Я. Седова.
Первые военные лётчики носили обмундирование тех родов и частей войск, из которых были направлены на обучение лётному делу. Приказом по военному ведомству № 4 от 3 января 1914 года для лётчиков были введены синий китель флотского образца (допускался и защитный общеармейский китель) и складная шапка (пилотка), из чёрного сукна, с чёрными бархатными клапанами, красные выпушки по швам, кокарда, как на фуражке, тулья крестообразно обшита узким серебряным галуном с двумя тонкими красными просветами.

### Воздухоплавательные и авиационные части
- Воздухоплавательные части:
  - Брест-Литовская крепостная воздухоплавательная рота (Брест-Литовск, Гродненская губерния)
  - Владивостокская крепостная воздухоплавательная рота (крепость Владивосток, Приморская область)
  - Гродненская крепостная воздухоплавательная рота (Гродна)
  - Карская крепостная воздухоплавательная рота (Карс)
  - Ковенская крепостная воздухоплавательная рота (Ковна)
  - Новогеоргиевская крепостная воздухоплавательная рота (крепость Новогеоргиевск, Варшавская губерния)
  - Осовецкая крепостная воздухоплавательная рота (крепость Осовец)
  - Свеаборгское крепостное воздухоплавательное отделение (Свеаборг, Финляндия)
  - 2-я воздухоплавательная рота
  - 3-я воздухоплавательная рота
  - 4-я воздухоплавательная рота
  - 9-я воздухоплавательная рота (Лида, Виленская губерния)
  - 10-я воздухоплавательная рота (Бердичев, Киевская губерния)
  - 11-я воздухоплавательная рота
  - 12-я воздухоплавательная рота
  - 13-я воздухоплавательная рота
  - 14-я воздухоплавательная рота
  - Сибирская воздухоплавательная рота (село Песчанка, близ города Читы Забайкальской области)
  - Запасный воздухоплавательный батальон
- Авиационные технические части:
  - 1-я авиационная рота (Санкт-Петербург)
  - 2-я авиационная рота (Севастополь)
  - 3-я авиационная рота (Киев)
  - 4-я авиационная рота
  - 5-я авиационная рота

К началу Первой мировой войны в русской военной авиации имелось 39 авиационных отрядов, по 4—6 самолётов в каждом.

### Знаки различия

Знаки различия в русской авиации
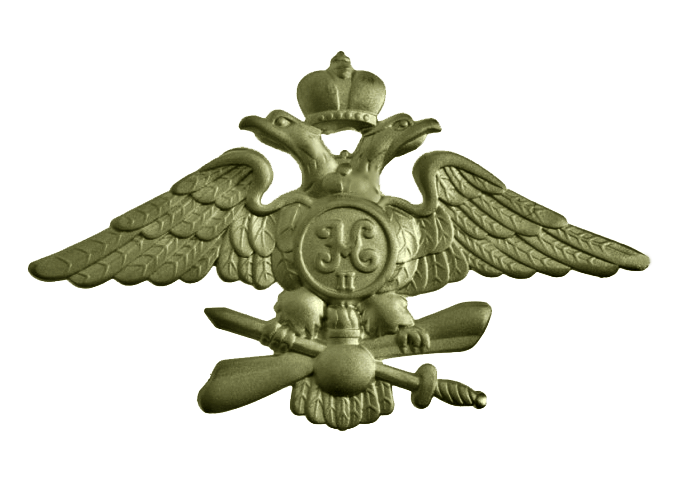
Эмблема военного лётчика на офицерский погон
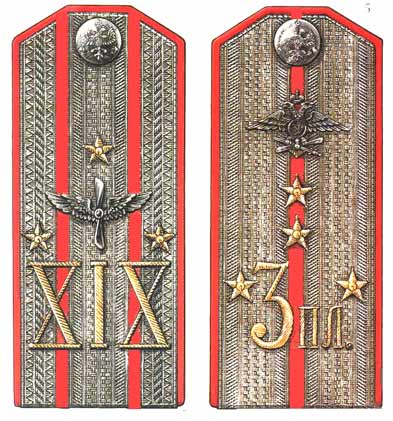
Погоны офицеров авиаотрядов: подполковника и штабс-капитана (1909—1917 годы)
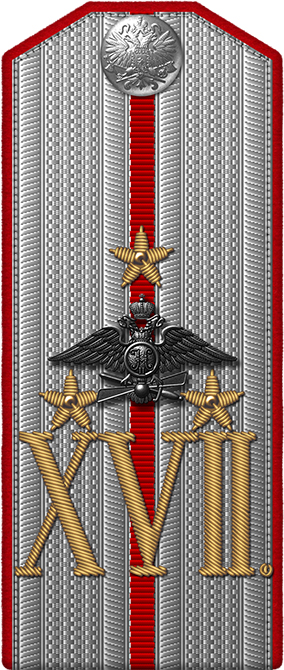
Погон поручика 17-го корпусного авиационного отряда
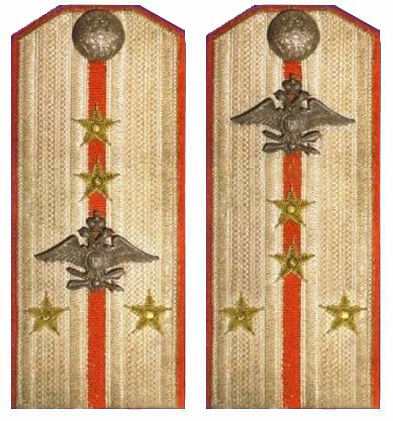
Погоны штабс-капитана, получившего звание военного лётчика (1909—1917 годы)
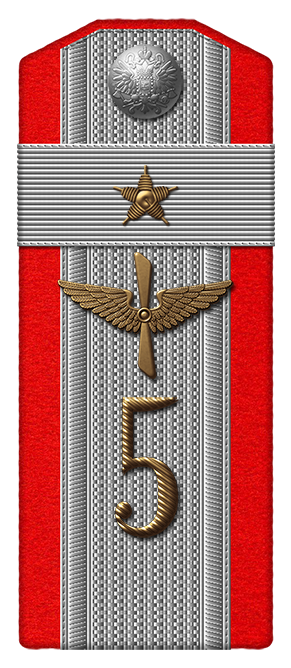
Погон зауряд-прапорщика в должности фельдфебеля 5-й авиационной роты
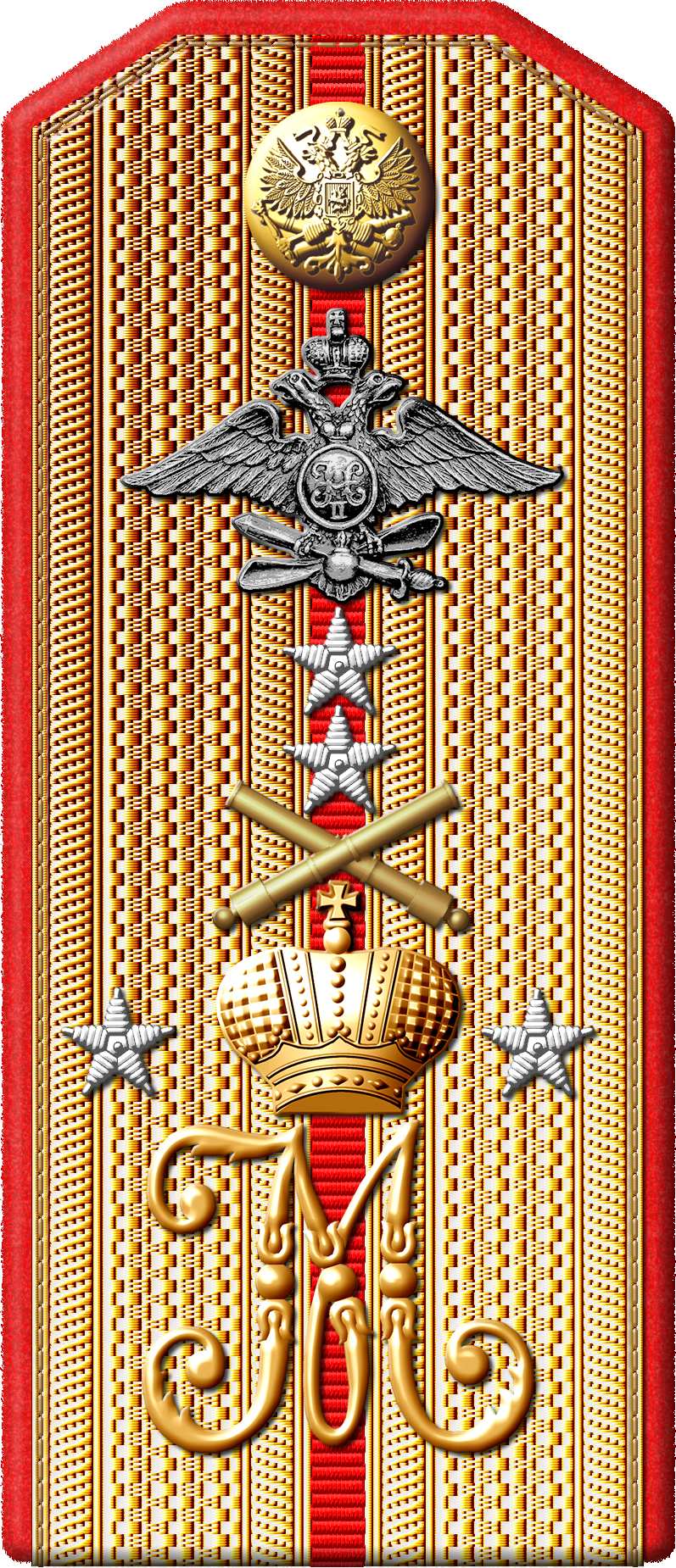
Погон штабс-капитана, лётчика 9-й Сибирской стрелковой артиллерийской бригады
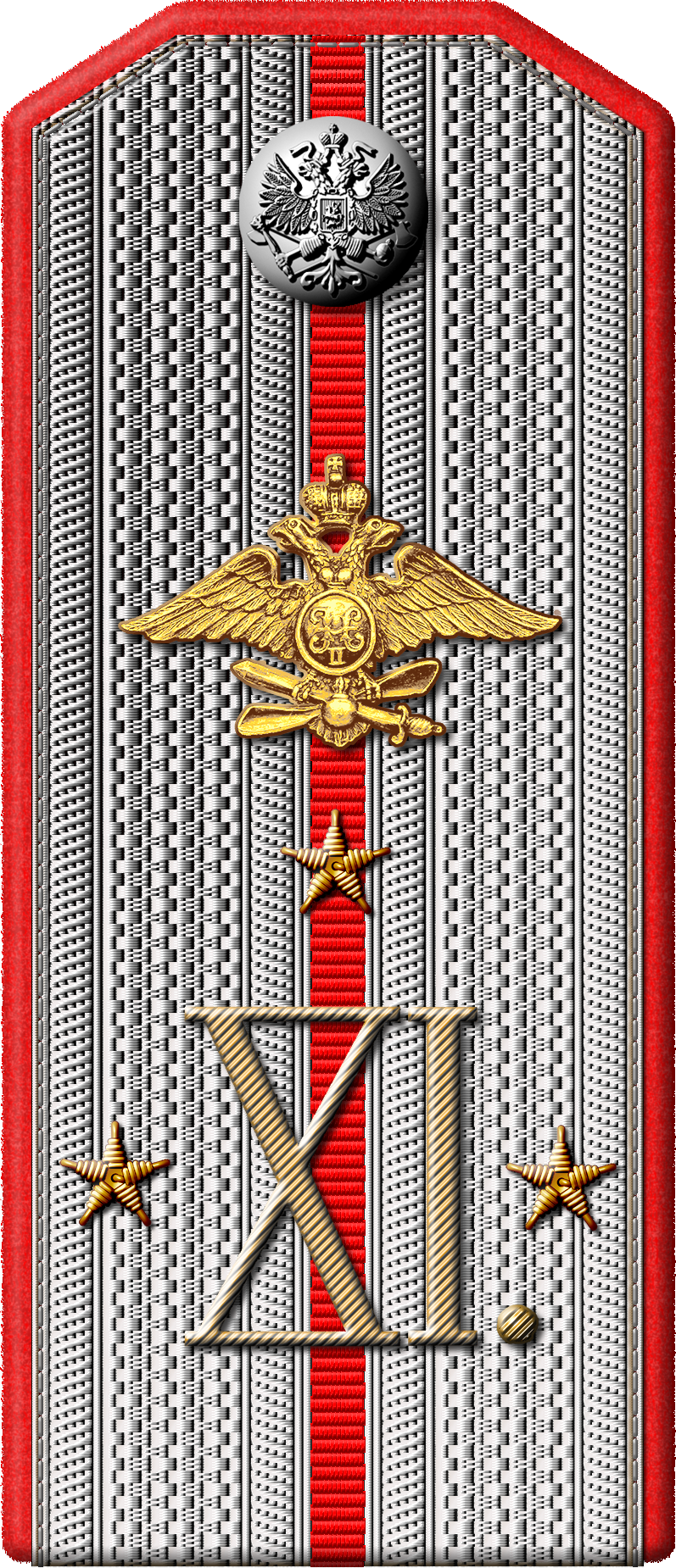
Погон поручика, летчика-наблюдателя 11-го корпусного авиационного отряда
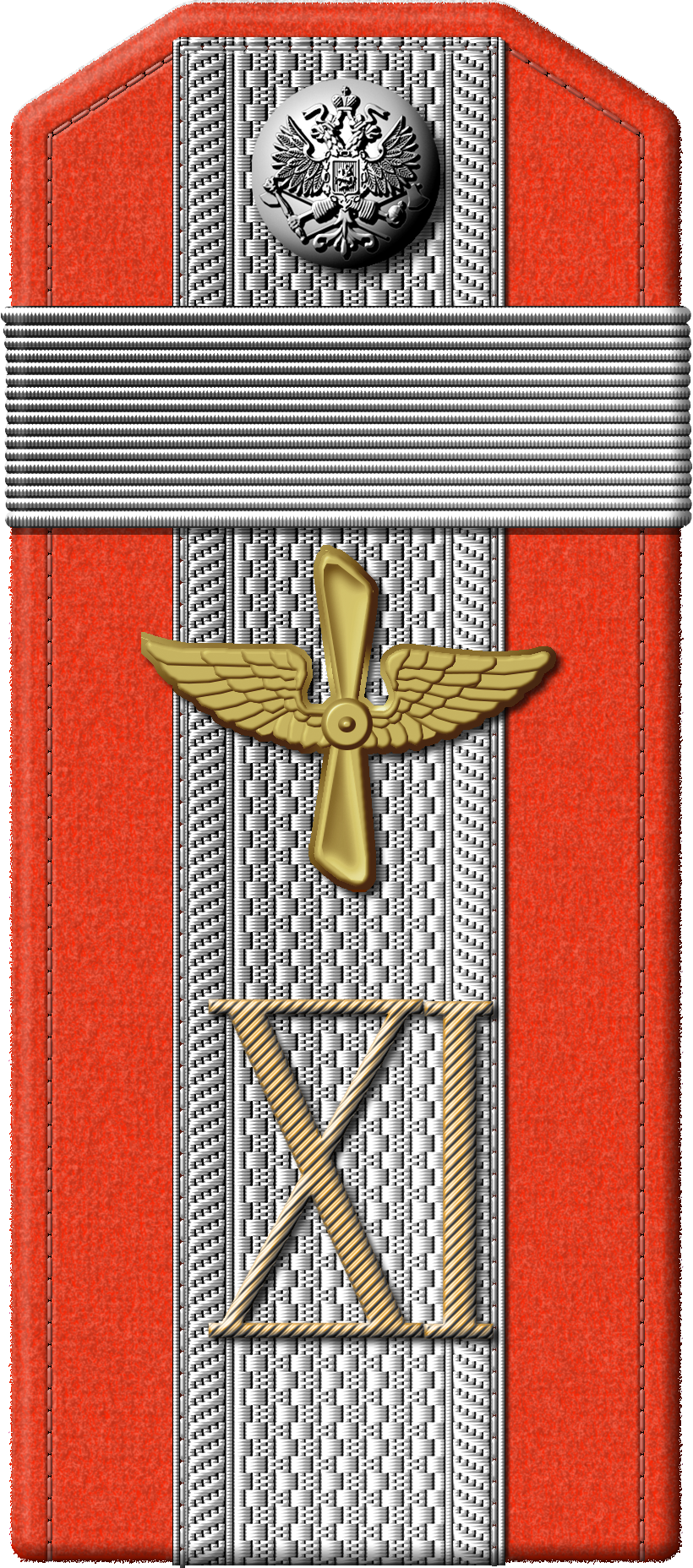
Погон подпрапорщика в должности фельдфебеля, 11-й корпусной авиационный отряд
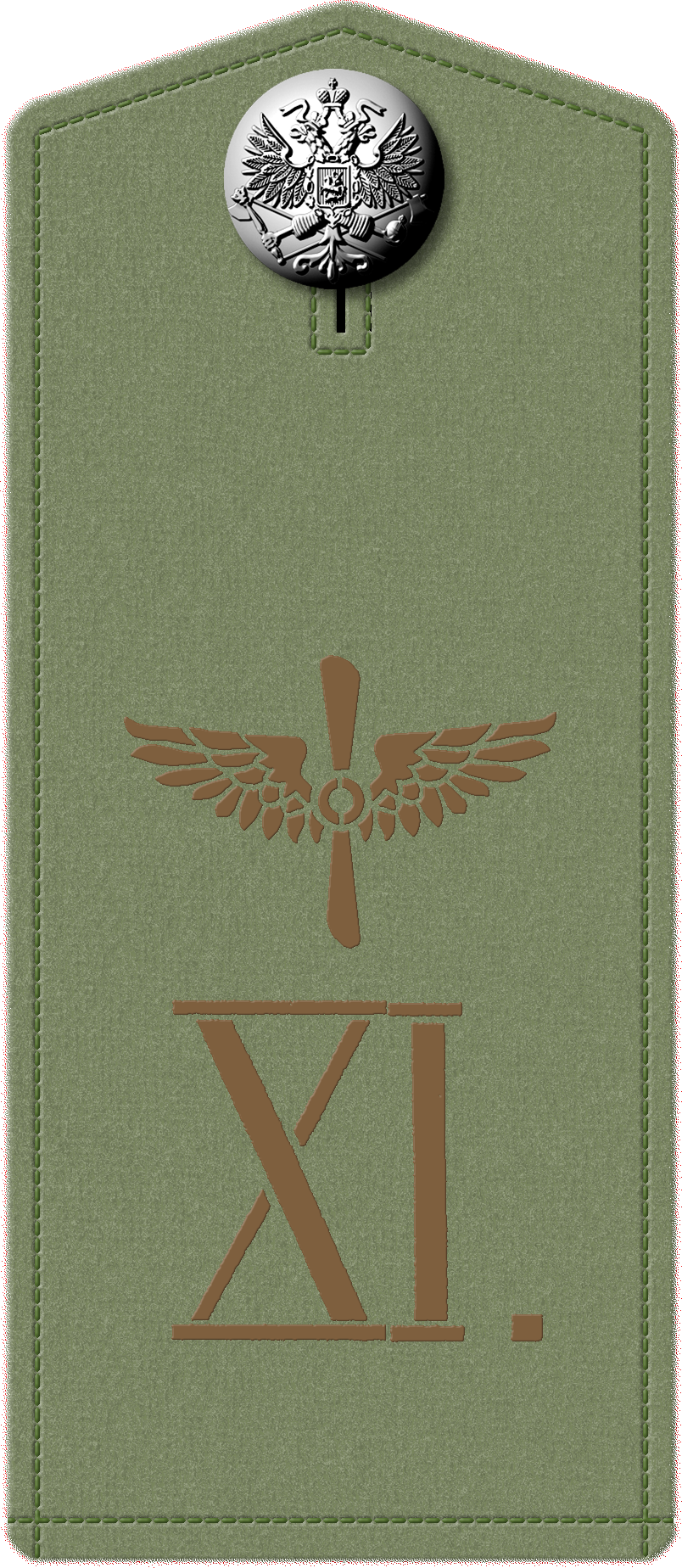
Повседневный погон рядового 11-го корпусного авиационного отряда
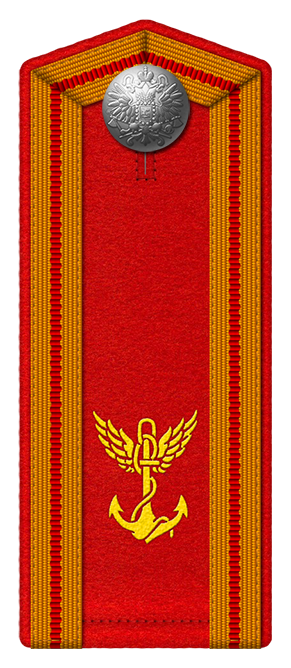
Погон рядового учебной части

### Участие в Первой мировой войне

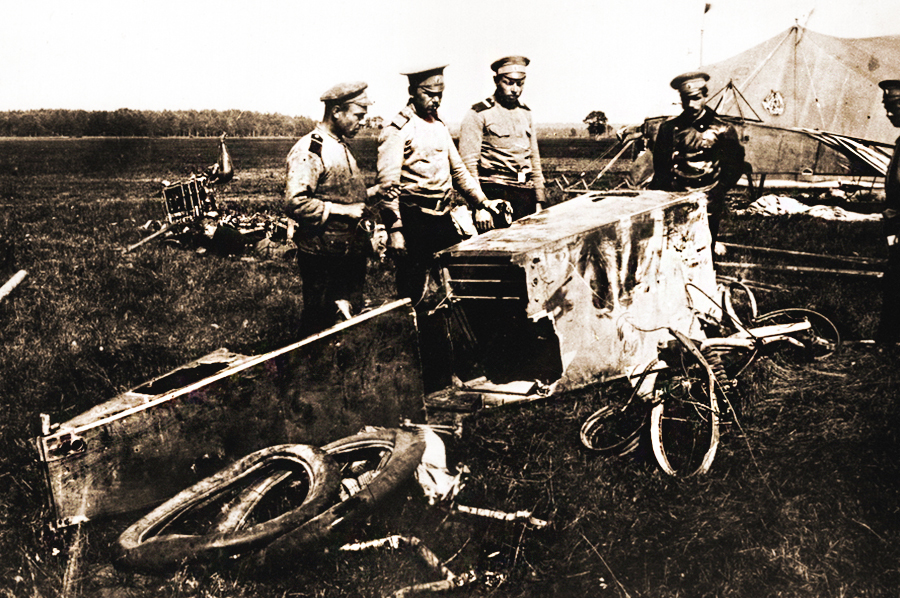
«Albatros B.II», сбитый П. Н. Нестеровым

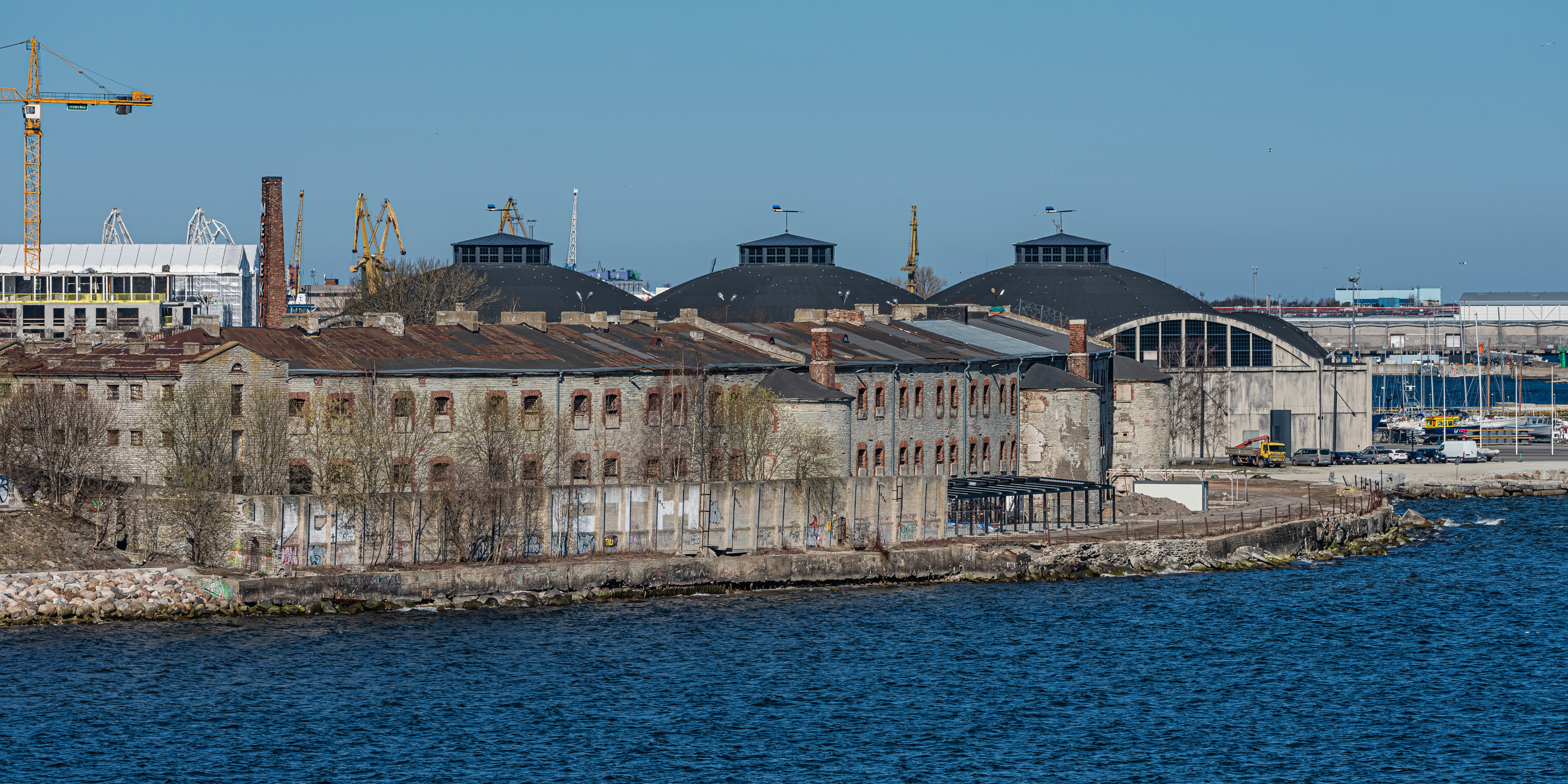
Ангары гидропланов в Ревеле (ныне Таллин)

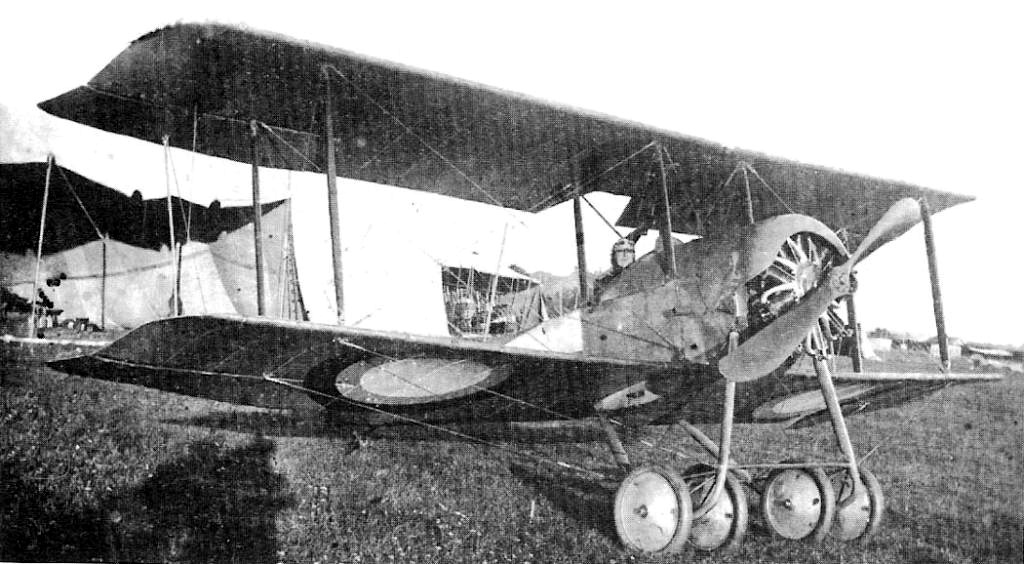
Самолёт С-16, 1915 год

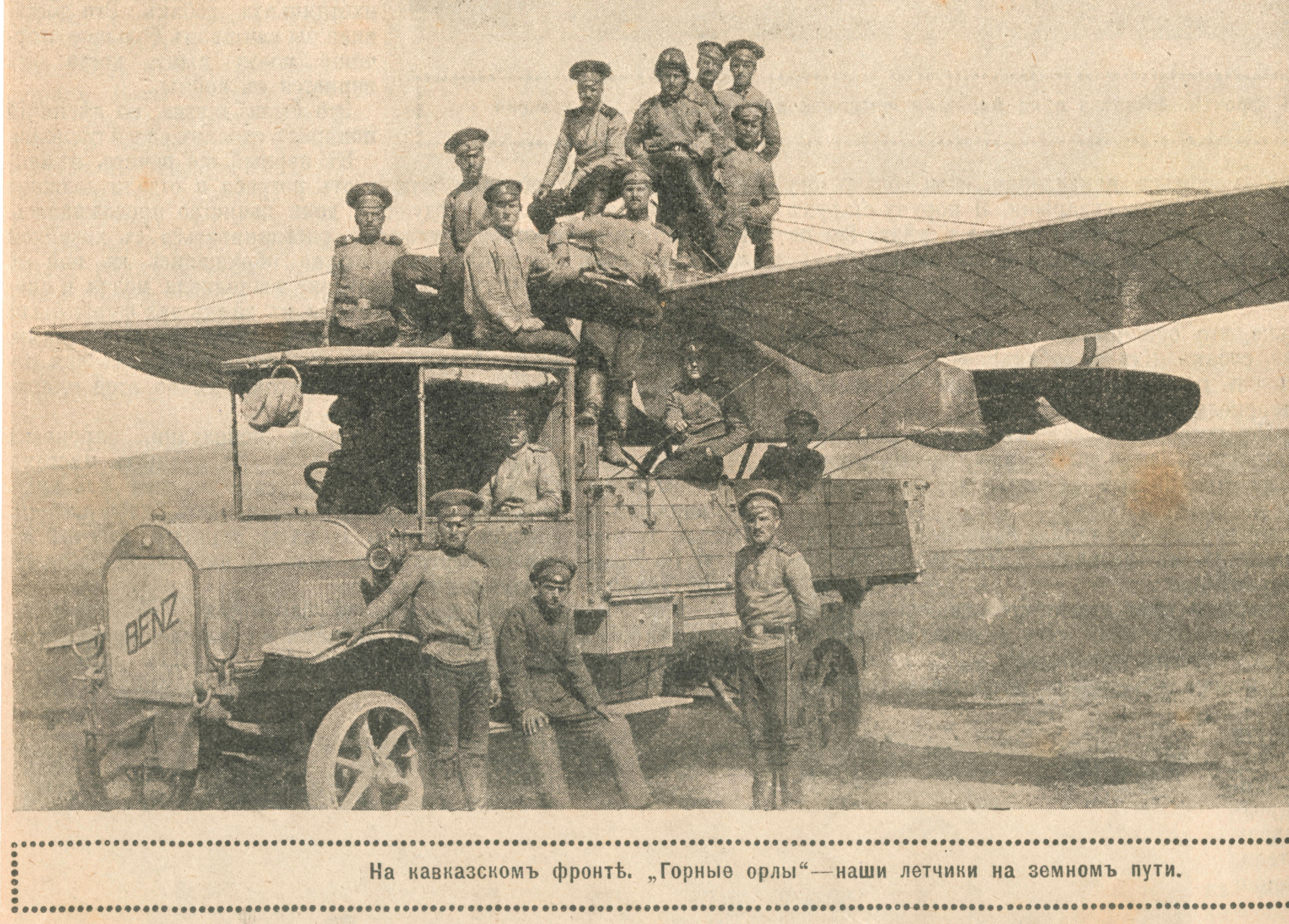
«Крылатый» Бенц. Русский аэроплан в кузове грузовика, с военнослужащими, на Кавказском фронте Первой Мировой войны, 1916 год.

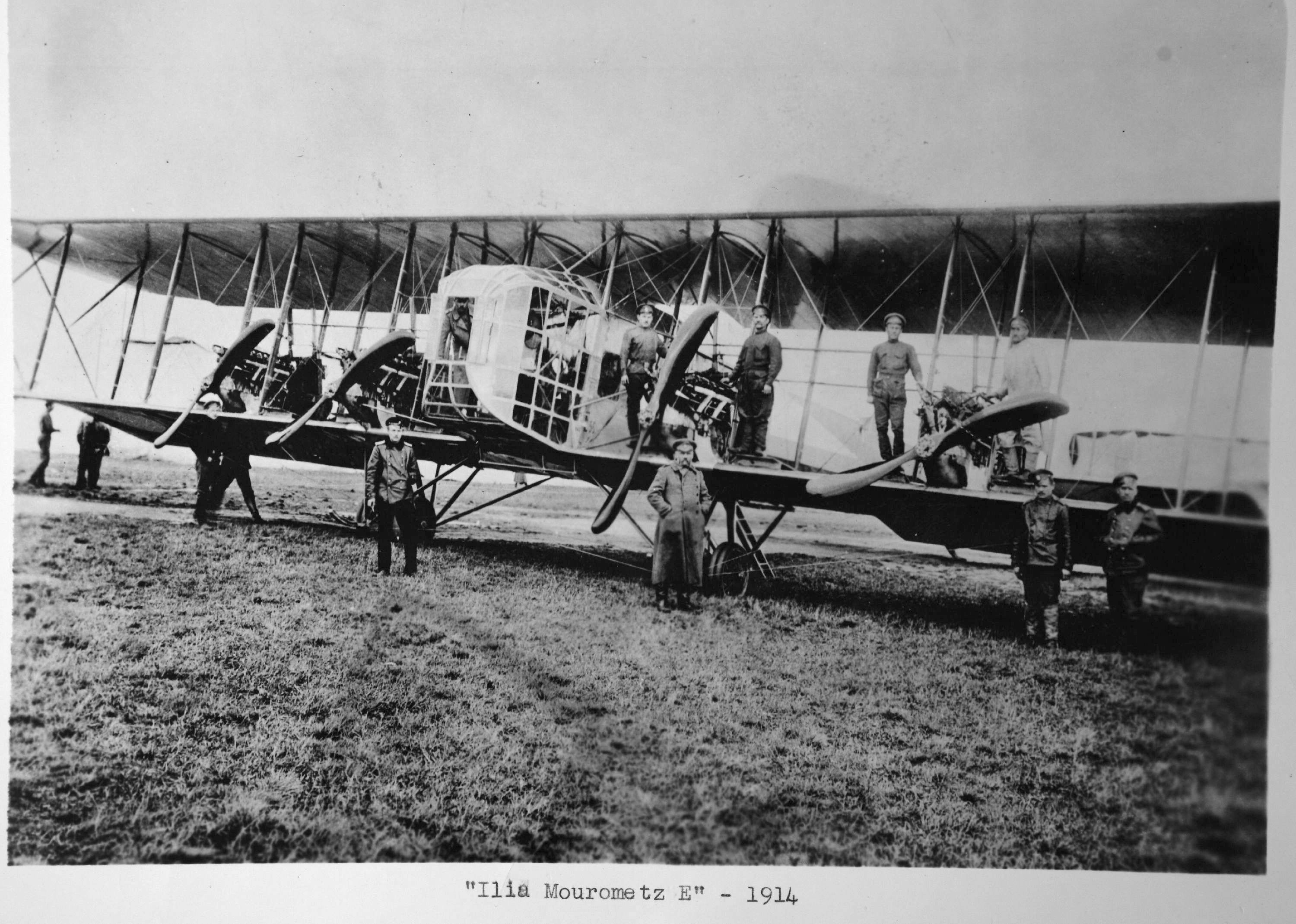
Самолёт «Илья Муромец»

В августе 1914 года было создано Полевое управление авиации и воздухоплавания при Штабе Верховного главнокомандующего.
К началу Первой мировой войны русский военно-воздушный флот являлся самым большим в мире и насчитывал 263 аэроплана (из них 224 — в составе 39 авиационных отрядов) и 14 дирижаблей. Русские самолёты были не вооружены — в те времена ещё только изучали возможность ставить вооружение на летательные аппараты. Невооружёнными были самолёты у всех армий мира, ими располагавших.
Авиаторы отправлялись в полёт иногда вооружившись личным оружием — пистолетами, револьверами «Наган» и тому подобным. Кроме того, развитие вооружений в этом направлении ограничивали Гаагские конвенции 1899 и 1907 годов, запретившие все известные на тот момент виды авиационного оружия.
Серьёзной была кадровая проблема — российская авиация располагала 129 квалифицированными лётчиками на весь авиационный парк.
В момент объявления войны на вооружении русской авиации состояли главным образом «Ньюпоры» с моторами мощностью 70 лошадиных сил, в некоторых отрядах имелись учебные аппараты «Фарман» типа XVI и XXII. Материальная часть во многих отрядах была совершенно изношена, и отряды выступили на войну с самолётами, пролетавшими два года. На войну были отправлены даже «Ньюпоры» постройки завода Щетинина, построенные по неправильным чертежам, которые имели отрицательные углы атаки крыльев, что повлекло за собой целый ряд смертельных аварий. Несмотря на это аппараты оставались на службе и были посланы на войну.
К началу Первой мировой войны пилоты аэропланов были вооружены немецкими пистолетами Mauser C96.
Сначала самолёты использовались только для разведки и корректировки артиллерийского огня, но скоро начались первые воздушные бои.
Вскоре после начала войны количество аэропланов значительно уменьшилось (в Восточной Пруссии погибли авиационные отряды, приданные 2-й армии генерала А. В. Самсонова, имелись потери и в других отрядах) и 12 августа 1914 главнокомандующий великий князь Николай Николаевич издал приказ с требованием применять авиацию «лишь при действительной необходимости»
В дальнейшем, развитие вооружённых сил сдерживала слабость материальной части и необходимость поставок из-за рубежа авиационных комплектующих, особенно авиамоторов (производство авиационных моторов в мирное время в России отсутствовало, если не считать отделения завода «Гном» в Москве, дававшего не более 5 авиадвигателей в месяц).
28 августа (8 сентября) 1914 года лётчик П. Н. Нестеров совершил первый воздушный таран.
Россия была единственной страной, имевшей в начале войны бомбардировочную авиацию дальнего действия. В декабре 1914 года бомбардировщики «Илья Муромец» объединили в Эскадру воздушных кораблей под командованием генерал-майора М. В. Шидловского, которая базировалась в деревне Старая Яблонна в полосе Северо-Западного фронта.
В начале 1915 г. было завершено формирование 1-го, 3-го, 4-го и 7-го армейских авиационных отрядов, способных «…вести дальнюю разведку в интересах армейского командования».
Зимой 1914/1915 многие авиационные отряды оказались в совершенно критическом положении вследствие полной изношенности аэропланов и моторов, и эти отряды пришлось отвести в тыл для перевооружения и для переучивания лётчиков. Часть отрядов, имевших «Ньюпоры», были перевооружены аэропланами «Моран-Парасоль», некоторые отряды получили немецкие и австрийские аэропланы (захваченные и отремонтированные), однако перевооружение производилось без плана и достаточно хаотично.
17 января 1915 года было отдано распоряжение о вооружении аэропланов лёгкими пулемётами («Льюис» и «Мадсен»).
В начале 1915 года было принято решение о создании метеорологической службы — 21 февраля 1915 года был выполнен первый полёт, разработанный с использованием данных метеосводки, 20 апреля 1915 года было принято решение о создании в составе ВВФ метеослужбы из четырёх метеостанций (одной Центральной метеостанции и трёх метеостанций при авиаотрядах)
К весне 1915 г. большая часть авиационных отрядов была перевооружена и вновь появилась на фронте.
31 марта 1915 года лётчик А. А. Козаков выполнил второй воздушный таран.
31 мая 1915 года генерал-лейтенант П. К. Кондзеровский направил начальнику ГВТУ письмо, в котором предложил сбрасывать с аэропланов «зажигательные снаряды». В июне 1915 года в Императорском Московском техническом училище были изготовлены зажигательные снаряды конструкции прапорщика Б. Н. Юрьева в виде стеклянной бутыли с пиротехническим воспламенителем, заполненной смесью мазута, бензина и керосина. В дальнейшем, бутылки с зажигательной смесью начали поступать в авиачасти.
Уже первые месяцы войны показали необходимость централизованного управления ВВФ. Оно начинает образовываться в январе 1915 года, когда приказом Верховного Главнокомандующего № 4 от 5 января было создано Управление заведующего организацией авиационного дела в действующей армии (Авиадарм). Управление возглавил великий князь Александр Михайлович. Ему подчинялась вся авиация действующей армии, кроме Эскадры воздушных кораблей, подчинённой непосредственно, через командира эскадры) Верховному главнокомандующему (являлась его стратегическим резервом). При командующих фронтами были созданы авиационные отделы, командующие армиями и командиры корпусов руководили подчинённой им авиацией непосредственно через командиров авиационных отрядов.
В 1915 году в качестве морского разведчика на вооружение была принята летающая лодка М-5.
Специальная Военная школа летчиков-наблюдателей была сформирована по приказу 10(24) декабря 1915 года, фактически открыта 20 декабря(3 января) в Киеве . Она разместилась в здании эвакуированного в Орёл и Курск Педагогического музея имени цесаревича Алексея. Подготовку проходили в основном уже не офицеры генштаба как ранее, а армейские офицеры, что было связано с общим дефицитом офицерских кадров. 6-месячный курс обучения проходило одновременно 50 офицеров.
Весной 1916 года были созданы авиационные дивизионы при армиях, в состав которых были включены авиационные отряды. Во 2-й, 7-й и 12-й армиях были сформированы истребительные авиационные отряды. В июле-августе 1916 года на фронте появились ещё 11 истребительных авиационных отрядов. В начале 1917 года приступили к формированию ещё трёх истребительных авиационных отрядов (13-го, 14-го и 15-го), которые вошли в состав новых истребительных частей — боевых авиационных групп.
В марте 1916 года в Военном министерстве взамен ликвидируемых Воздухоплавательного отдела ГВТУ и авиационных подразделений отдела по устройству войск Генштаба было создано Управление военного воздушного флота (Увофлот) во главе с генерал-майором Н. В. Пневским. Управление воздушным флотом становится централизованным. Именно с этого момента можно говорить о полноценном существовании Императорского воздушного флота, до того имелись только отдельные авиационные и воздухоплавательные части.
В июне 1916 года в Россию прибыли французские аэропланы, которые были переданы в авиационные отряды, но к этому времени они оказались устаревшими. Большинство воздушных боёв между немецкими «Фоккерами» и русскими аэропланами в этот период оканчивалось не в пользу русских авиаторов.
В конце июля 1916 года на Юго-Западном фронте создана специальная истребительная группа из трёх корпусных авиационных отрядов: 2-го, 4-го и 19-го, впоследствии прославившаяся как 1-я боевая авиационная группа известного пилота-аса Александра Козакова.
В конце 1916 года авиация русской армии была лучше, чем в начале войны. Но если принять во внимание то, что за 2,5 года войны Германия, Франция и Британия сделали громадные шаги по пути развития своих воздушных сил, то окажется, что к концу 1916 года русская армия стала ещё беззащитнее в воздухе, чем была в 1914 году.
В 1916—1917 годах в Ревельской гавани (ныне Таллин) были построены железобетонные ангары для гидропланов авиации Балтийского флота, которые стали первыми железобетонными ангарами для авиации в мире.
Приказом начальника штаба Верховного Главнокомандующего № 203 от 18 февраля 1917 года предписывалось сформировать 1-ю, 2-ю, 3-ю и 4-ю боевые авиационные группы с включением в их состав 1-го, 3-го, 7-го, 8-го, 14-го, 16-го, 19-го, 22-го, 24-го и 30-го корпусных авиационных отрядов. В начале 1917 г. приступили к формированию ещё трёх истребительных авиационных отрядов (13-й, 14-й и 15-й), которые вошли в состав боевых авиационных групп.

### После Февральской революции

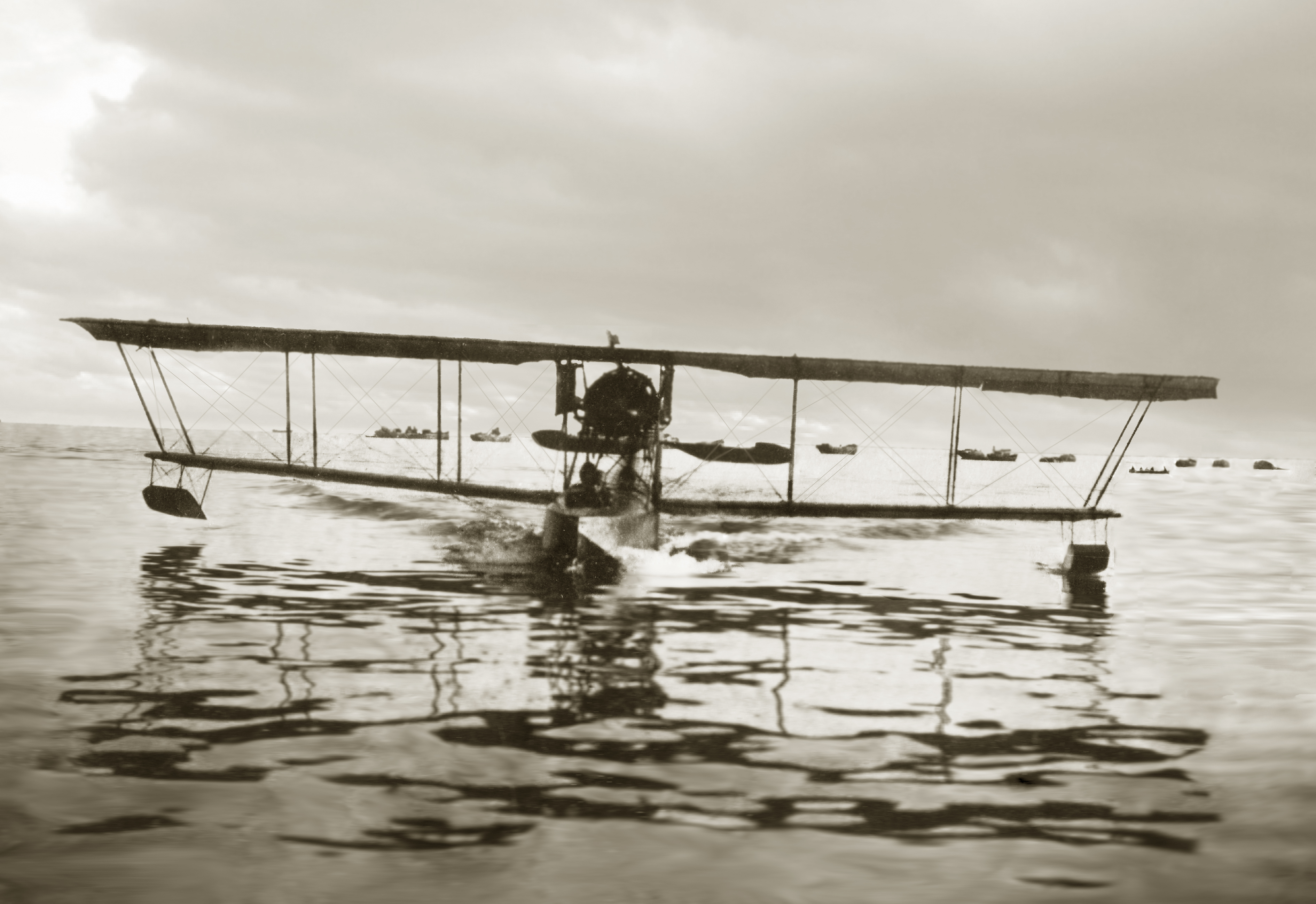
Гидроплан М-15. Бакинская офицерская школа морской авиации

К февралю 1917 года в Российской империи насчитывалось 1039 аэропланов. Руководство воздушным флотом распределялось между тремя центральными органами:
- Управление Военного воздушного флота (Увофлот или УВВФ), подчинявшееся военному министру — ведало авиацией внутренних военных округов, учебными заведениями, организацией снабжения фронтовых частей и закупкой авиатехники. После Февральской революции во главе Увофлота встал профессор Николаевской военно-инженерной академии, генерал-майор Д. В. Яковлев;
- Управление морской авиации (УМА) — в его ведомстве состояла авиация Российского императорского флота;
- Полевое управление авиации и воздухоплавания при штабе Верховного главнокомандующего (ПУАиВ), образованное 16 апреля 1917 года на базе Авиаканца (Канцелярия полевого генерал-инспектора авиации) — ведало боевым применением авиации на фронтах. 23 апреля 1917 года начальником ПУАиВ с правами командира корпуса был назначен полковник С. А. Немченко. Затем его ненадолго сменил более популярный в авиационных кругах полковник С. А. Ульянин, но он, сославшись на незнание сферы своей деятельности, так и не вступил в должность. 6 июня 1917 года начальником ПУАиВ назначен известный боевой лётчик подполковник В. М. Ткачёв[37].

В сентябре 1917 года на волне всеобщей демократизации возник ещё один руководящий орган — общественный — Всероссийский совет авиации (Авиасовет), избранный Первым Всероссийским авиационным съездом и утверждённый приказом военного министра генерал-майора Верховского. Эту общественную организацию с неясным статусом, но большими амбициями возглавил член партии эсеров поручик Д. Д. Хризосколео. Многопартийный состав Авиасовета обусловил его раскол сразу же после захвата власти большевиками. Часть депутатов по тем или иным соображениям поддержала большевиков, остальные же встретили большевистскую революцию в штыки.
Накануне Октябрьской революции военно-воздушный флот России состоял из более чем 300 различных частей и подразделений, в том числе 14 авиационных дивизионов, 91 авиационного отряда, 4 боевых отрядов самолётов «Илья Муромец», 87 воздухоплавательных отрядов, 32 отрядов морской авиации, 11 авиационных и воздухоплавательных школ, дивизиона корабельной авиации, 8 авиационных парков, поездов-мастерских, воздухоплавательных парков и др. В авиационных частях служило до 35 тыс. солдат и офицеров и имелось около 1500 аэропланов различных типов.
Большинство первых русских пилотов погибли в ходе Первой мировой и Гражданской войны или эмигрировали из России. Часть лётчиков бывшего Императорского военно-воздушного флота перешла на сторону большевиков, другие воевали в авиации армий Белого движения.

#### Авиационные части русской армии
- Эскадра воздушных кораблей «Илья Муромец» при штабе Верховного главнокомандующего.
- Авиационный дивизион обороны Ставки Верховного главнокомандующего.
- Авиационный дивизион для охраны Петрограда.
- 1-й авиационный дивизион.
- 2-й авиационный дивизион.
- 3-й авиационный дивизион.
- 4-й авиационный дивизион.
- 5-й авиационный дивизион.
- 6-й авиационный дивизион.
- 7-й авиационный дивизион.
- 8-й авиационный дивизион.
- 9-й авиационный дивизион.
- 10-й авиационный дивизион.
- 11-й авиационный дивизион.
- 12-й авиационный дивизион.
- 3-й авиационный отряд истребителей.
- 5-й авиационный отряд истребителей.
- 7-й авиационный отряд истребителей.
- 8-й авиационный отряд истребителей.
- 9-й авиационный отряд истребителей.
- 13-й авиационный отряд истребителей.
- 14-й авиационный отряд истребителей.
- 1-й армейский авиационный отряд.
- 2-й армейский авиационный отряд.
- 3-й армейский авиационный отряд.
- 4-й армейский авиационный отряд.
- 5-й армейский авиационный отряд.
- 6-й армейский авиационный отряд.
- 8-й армейский авиационный отряд.
- 9-й армейский авиационный отряд.
- 11-й армейский авиационный отряд.
- 12-й армейский авиационный отряд.
- Гвардейский корпусной авиационный отряд.
- Корпусной авиационный отряд 2-го Гвардейского корпуса.
- Гренадерский корпусной авиационный отряд.
- 1-й корпусной авиационный отряд.
- 2-й корпусной авиационный отряд.
- 3-й корпусной авиационный отряд.
- 4-й корпусной авиационный отряд.
- 5-й корпусной авиационный отряд.
- 6-й корпусной авиационный отряд.
- 7-й корпусной авиационный отряд.
- 8-й корпусной авиационный отряд.
- 9-й корпусной авиационный отряд.
- 10-й корпусной авиационный отряд.
- 11-й корпусной авиационный отряд.
- 12-й корпусной авиационный отряд.
- 13-й корпусной авиационный отряд.
- 14-й корпусной авиационный отряд.
- 15-й корпусной авиационный отряд.
- 16-й корпусной авиационный отряд.
- 17-й корпусной авиационный отряд.
- 18-й корпусной авиационный отряд.
- 19-й корпусной авиационный отряд.
- 20-й корпусной авиационный отряд.
- 21-й корпусной авиационный отряд.
- 22-й корпусной авиационный отряд.
- 23-й корпусной авиационный отряд.
- 24-й корпусной авиационный отряд.
- 25-й корпусной авиационный отряд.
- 26-й корпусной авиационный отряд.
- 27-й корпусной авиационный отряд.
- 28-й корпусной авиационный отряд.
- 29-й корпусной авиационный отряд.
- 30-й корпусной авиационный отряд.
- 31-й корпусной авиационный отряд.
- 32-й корпусной авиационный отряд.
- 33-й корпусной авиационный отряд.
- 34-й корпусной авиационный отряд.
- 35-й корпусной авиационный отряд.
- 36-й корпусной авиационный отряд.
- 50-й корпусной авиационный отряд.
- 1-й Кавказский авиационный отряд.
- 2-й Кавказский авиационный отряд.
- 3-й Кавказский авиационный отряд.
- Петроградский авиационный отряд.
- 1-й Сибирский корпусной авиационный отряд.
- 2-й Сибирский корпусной авиационный отряд.
- 4-й Сибирский корпусной авиационный отряд.
- 5-й Сибирский корпусной авиационный отряд.
- 6-й Сибирский корпусной авиационный отряд.
- 7-й Сибирской корпусной авиационный отряд.
- 3-й отдельный Сибирский авиационный отряд.
- 4-я боевая авиационная группа Северного фронта.
- 1-я боевая авиационная группа Юго-Западного фронта.
- Авиационная группа при штабе 2-й армии.
- 2-я боевая авиационная группа.
- 1-я авиационная рота.
- 1-й авиационный парк.
- 2-й авиационный парк.
- 3-й авиационный парк.
- 4-й авиационный парк.
- 6-й авиационный парк.
- 7-й авиационный парк.
- Авиационная подвижная база 10-й армии.
- Подвижная авиационная база 12-й армии.
- 1-я передовая база 3-го авиационного дивизиона.
- Авиационная база № 1 2-го авиационного парка.

#### Морская авиация
Первый аэростатоносец — «Русь» — появился в Российском императорском флоте 19 ноября 1904 года, он был куплен на пожертвования графа Строганова в Германии. «Русь» нёс на борту 8 аэростатов и 1 сферический воздушный шар. Аэростатоносец «Русь» не принял участия в русско-японской войне, а вскоре после поражения у Цусимы — был продан «за ненадобностью».
В 1909 году капитан Корпуса корабельных инженеров Л. М. Мациевич, выступил в Петербурге с докладом о необходимости создания авианосцев, а через полгода предложил проект строительства авианосца на 25 аэропланов, с проведением предварительных опытов на одном из эсминцев.
Весной 1910 года подполковником К. Конкоткиным был предложен гораздо более дешёвый проект по переделке устаревшего корабля «Адмирал Лазарев», в настоящий авианосец с полётной палубой и ангаром. Оба проекта не были отвергнуты, но проект Л. М. Мациевича был отправлен в архив после его гибели в авиакатастрофе осенью 1910 года, а проект Конкоткина, получив первоначальное одобрение, был закрыт после его перевода на Амурскую флотилию, с формулировкой «Дело производством само собой прекращено».
С началом Первой мировой войны, морское ведомство вновь вспомнило об авианосцах, но поскольку строить настоящие авианосцы было уже слишком поздно, то было принято решение переоборудовать пароходы «Императрица Александра», «Император Александр I», «Император Николай I», «Румыния» в авиатранспорты, а также дополнить вооружение крейсера «Алмаз» гидропланом.
4 июля 1916 года русские лётчики морского базирования впервые одержали победу в воздушном бою над Балтийским морем. В дальнейшем этот день стал отмечаться по приказу Главкома ВМФ России отмечается как День авиации ВМФ.
После Февральской революции 1917 года, «Императрица Александра» была переименована в «Орлицу», а «Император Александр I» и «Император Николай I» в «Республиканец» и «Авиатор». Все эти гидроавианосцы (включая и крейсер «Алмаз») успели принять активное участие в войне.
К концу 1917 года русская морская авиация состояла из Черноморской и Балтийской дивизий, насчитывавших соответственно 152 и 88 самолётов. Первая из них перестала существовать вместе с Черноморским флотом.

## Русские асы Первой мировой войны
До тех пор, пока лётчик не собьёт 5 аппаратов противника, на него не обращают особого внимания. Но как только он преодолел заветный рубеж, его с полным основанием называют асом: его исключают из общего порядка и предоставляют возможность летать в одиночку когда и где угодно. С этого момента вся его работа основывается на собственной смекалке и инициативе.— Командир 2-го авиационного отряда истребителей капитан Е. Н. Крутень

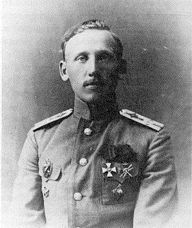
Поручик И. С. Башко

Во время Первой мировой войны асами стали 26 лётчиков русской армии (через тире — количество сбитых самолётов):
- капитан Е. Н. Крутень — от 15 до 20
- подполковник А. А. Козаков — 17
- прапорщик В. И. Янченко — 16
- капитан П. В. Аргеев — 15
- капитан 2-го ранга А. Н. Северский — 13
- поручик И. В. Смирнов — 12
- лейтенант М. И. Сафонов — 11
- капитан Б. В. Сергиевский — 11
- прапорщик Е. М. Томсон — 11
- прапорщик И. А. Орлов — 10
- прапорщик Г. Е. Сук — 9
- прапорщик О. И. Тетер — 6
- подполковник И. М. Багровников — 5
- лейтенант В. Г. Фёдоров — 5
- прапорщик Н. К. Кокорин — 5
- прапорщик И. М. Махлапуу — 5
- прапорщик А. М. Пишванов — 5

## Другие знаменитые лётчики

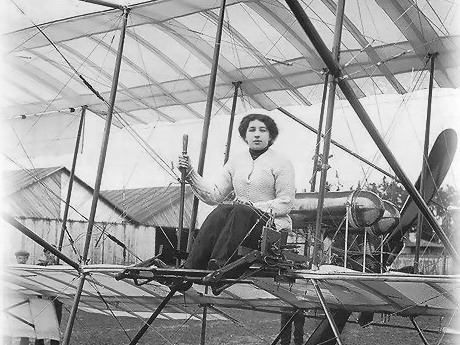
Лидия Зверева на аэроплане, 1911 год

- К. К. Арцеулов
- А. А. Васильев
- Н. С. Воеводский
- М. Н. Ефимов
- Л. В. Зверева
- Я. И. Нагурский
- П. Н. Нестеров
- Марсель Пля
- Н. Е. Попов
- В. Н. Ртищев
- В. В. Слюсаренко
- В. М. Ткачёв
- С. А. Ульянин
- С. И. Уточкин
- В. Ф. Вишняков
- В. М. Марченко

## Память
- Икона-памятник Русскому воздушному флоту (триптих икон Пресвятой Богородицы, Георгия Победоносца и Ильи-Пророка) был установлен в кафедральном соборе Александра Невского, в Париже, в конце 1920-х годов, была изготовлена по чертежам лётчика Р. Л. Нижевского. Установку памятника осуществил Н. С. Саков.